# 巾石乡
巾石乡，是中华人民共和国江西省吉安市遂川县下辖的一个乡镇级行政单位。

## 行政区划
巾石乡下辖以下地区：
巾安社区、界溪村、汤村、竹坪村、南安村、下湾村、银村、罗文村、龙山村、东坑村、丘坊村、巾石村、新安村和沙田村。